# École secondaire Holyoke
 (juillet 2018).
L’École secondaire Holyoke (Holyoke High School en anglais) est un établissement d’enseignement secondaire de Holyoke aux États-Unis. 

## Description
L'École est située à Holyoke, juste à côté de l'Interstate 391. Actuellement[Quand ?], il y a environ 1 300 étudiants inscrits dans l'école. Les couleurs de l'école sont le violet et le blanc. La chanson de l'école est Hail, Holyoke, qui a été écrite par le premier chef de chœur, Fred Grady, en 1937 et dédiée au Dr Howard Conant, un directeur qui a servi l'école pendant 35 ans,.